# Нурманов, Адиль Мулдашович
Youtube канал с видео о Нурманове Адиле Мулдашевиче 
Адиль Мулдашович Нурманов (5 ноября 1934, село Шайыр, Мангистауский район, Гурьевская область, Казахская ССР, СССР — 5 ноября 2024, Актау) — Заслуженный нефтяник СССР и Республики Казахстан, инженер-геолог.

## Биография
Родился 5 ноября 1934 года в селе Шетпе в Мангистауском районе.
В 1957 году Окончил Казахский государственный университет им. С. М. Кирова
В 1959 по 1961 годы руководитель тематической партии ТРЕСТА МНГР.
В 1961 по 1994 годы главный геолог Геолого-поисковой партии, главный геолог, начальник Мангишлакской геофизической экспедиции.
С 1994 по 1999 года президент АО «Мангистауская геофизическая экспедиция».
С 1999 по настоящее время на персональной пенсии.
Заслуженный первооткрыватель месторождений Узень (1961) Жетыбай (1961) , Северный Бозашы (1974), Каражанбас (1974), Каламкас (1985) (а так же их спутников месторождения: Тенге, Карамандыбас, Дунга, Еспелесай, Каракудук и.т.д.).
- Из воспоминаний И.Осипова (Советский писатель) в книге «встречи под открытым небом»(1969г), в главе маршруты искателей далее СЫН МАНГЫШЛАКА, рассказывается о краткой биографии Нурманова А. М. о тяжелом бремя и сложностях работы в геолого поисковых экспедициях.
- Из воспаминаний лауреата Ленинской премии Токарева В. П. в книге (о ветеранах нефтяной отрасли) в главе ТРИ БОГАТЫРЯ БОЗАЧИ раскатывается далее : "Геологические запасы трех бузачинских месторождений утвержденные на ГКЗ СССР в 1978 году составил более миллиарда тонн нефти. А.Нурманов за свою настойчивость и смелость был награжден званием «Почетный разведчик недр РК» — правда спустя время. Да почетно быть первооткрывателем месторождения, извлекаемые запасы которого составляют 1 млрд тонн нефти, да ещё какой нефти: по заключению ученых научно-исследовательского института, в Бузачинской нефти установлено высокое содержание ванадия-ценного сырья, используемого в металлургической, оборонной промышленности, а также народном хозяйстве.

Автор книги «Бозашы- второе дыхание Мангистау», многочисленных научных работ и статей в сфере «Геология нефти и газа».
Автор работ (метода) «по сокращению срока поиска и подготовки а так же промышленной оценки месторождений» (1975 г.) и «Поиск разведка и оценка промышленных запасов месторождения» (1975 г.).

## Награды и звания
- Орден Трудового Красного Знамени высшая государственная награда СССР за значительный вклад в освоение нефтегазовых месторождений и развитие нефтяной промышленности СССР и Казахской ССР (13 мая 1980 года)
- Отличник разведки недр СССР (7 февраля 1980 года)
- Медаль «В ознаменование 100-летия со дня рождения Владимира Ильича Ленина» (1970)
- Медаль «За заслуги в разведки недр СССР» (1970)
- Медаль «Первооткрыватель Месторождения» (1984)
- Медаль «Первооткрыватель Месторождения» (1985)
- Медаль «Ветеран труда» (1985)
- Медаль «Қазақстан мұнайына 100 жыл» (1999)
- Медаль «40 лет месторождении Озен» (2004)
- Почетный разведчик недр Республики Казахстан (3 ноября 2004)
- Почётный гражданин города Актау
- Почетный гражданин Мангиста́уской о́бласти Республики Казахстан.
- Медаль « За внесенный вклад в развитие нефтегазовой отрасли Мангистауской области / Маңғыстау обласының мұнай газ кешенінің дамуына қосқан үлесі үшін курмет белгісімен марапатталды (г. Актау 2011 г.)»
- Медаль «Казахстанской нефти 120 лет» (2019г)
- Медаль «Казахстанской нефти 100 лет»
- Медаль «75 лет победы в Великой Отечественной войне 1941—1945» (2015г)
- Медаль от имени президента РФ «75 лет победы в Великой Отечественной войне 1941—1945» (2020г)
- Медаль «За внесенный вклад в развитие Мангистауской области» (2013г)
- Медаль «Мангистаугеологии 50лет» (2007г)
- Медаль «Мангистауской области 35 лет»
- Медаль « 25 лет Месторождению Каражанбас» (2005г)
- Медаль « За внесенный вклад в развитие нефтегазовой отрасли» (2014г)
- Медаль «30 лет месторождению Каражанбас» (2010г)
- Медаль «KAZENERGY в знак признания и поощрения за трудовые и профессиональные заслуги в развитии нефтегазового и энергетического комплекса Р.К.» (2019 г.)